# Kwesi Botchwey

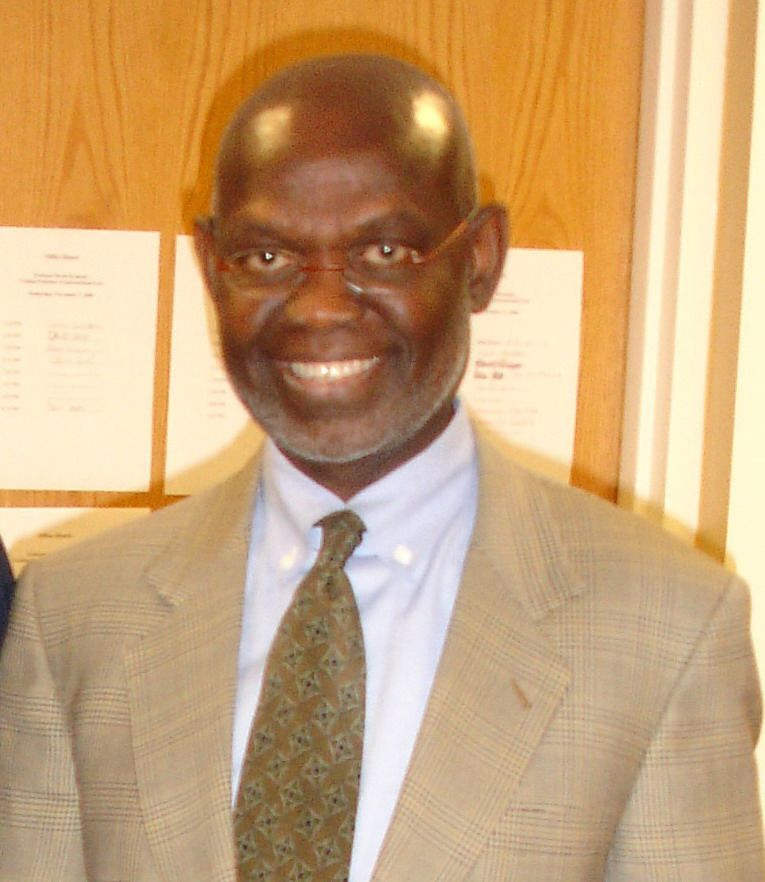
Kwesi Botchwey

Kwesi Botchwey (* 13. September 1944 in Tamale; † 19. November 2022 in Accra) war ein ghanaischer Politiker und Hochschullehrer.

## Leben

### Ausbildung
Botchwey erwarb seinen Bachelor (LL.B.) in Rechtswissenschaften an der Universität von Ghana in Legon, Accra. Später wechselte er an die juristische Fakultät der Yale-Universität in den USA, um hier den Master (LL.M.) in Rechtswissenschaften abzulegen. Er promovierte an der Universität von Michigan.

### Politik
Botchwey hatte zunächst in der Militärjunta unter Jerry Rawlings (1981–1992) und später während der Präsidentschaft von Rawlings (1992–2001) nach der Demokratisierung des Landes den Posten des Finanzministers in Ghana zwischen 1982 und 1995 inne.

### Hochschule
Nach seiner Promotion lehrte Botchwey an der Universität von Sambia, der Universität von Dar es Salaam in Tansania und der Universität von Ghana.
Botchwey war an der Universität Harvard tätig und wechselte später an die Tufts-Universität, an der er den Lehrstuhl für Wirtschaftsentwicklung Professor of Practice in Development Economics innehatte. Er starb am 19. November 2022 im Alter von 78 Jahren im Korle-Bu Teaching Hospital von Accra.

## Positionen (Auswahl)
- 1982–1995: Finanzminister in Ghana
- 1991–2002: Vorsitzender, Economic Committee of the Global Coalition for Africa (GCA)
- 1996–1997: Berater, Harvard Institute for International Development (HIID)
- 1996–1998: Vorsitzender, African Population Advisory Committee (APAC)
- 1997: Berater der World Bank, Mitarbeit am 1997 World Development Report
- 1998–2002: Direktor, Africa Programs and Research, Center for International Development, Harvard-Universität
- 1998–2003: Leiter der Geschäftsführung, African Capacity Building Foundation
- seit 2003: Vorsitzender, Africa Development Policy Ownership Initiative

## Werke
- "The New Partnership for Africa’s Economic Development: Internal and External Visions," NEPAD: Internal and External Visions and Influences (2003) (engl.)
- "Wither the Partnership Agenda in Development Cooperation: A Country perspective," 4th Conference on Evaluation and Development, World Bank (2001) (engl.)
- "Implementing Debt Relief for the HIPCs," (co-author), Center for International Development, Harvard-Universität (1999)